# Ximena Duque
Ximena Duque (n. 30 ianuarie 1985, Cali, Columbia) este o actriță care a crescut în faimă după participarea la reality show-ul „Protagonistas de novela 2”.

## Biografie
S-a  născut pe 30 ianuarie 1985 în Cali, Valle del Cauca, Columbia și la vârsta de 12 ani sa mutat la Miami, Florida, SUA, unde a început să studieze actorie, dicție și accent neutralizare. Duque are un fiu pe nume Christian Carabias Duque, născut pe 16 mai 2004.

## Cariera
A avut roluri secundare în telenovele ca Soñar no Cuesta Nada sau El Amor no Tiene Precio. Prima sa adevărată realizare a fost participarea la telenovela Decisiones în anul 2005. În 2007 a urmat Pecados Ajenos unde a interpretat-o pe Maria. În 2008 are un rol important în telenovela Valeria, care, după spusele ei, a scos-o din anonimat. Însă El rostro de Analia a fost telenovela care i-a adus cea mai mare faimă. În 2009 a participat la producțiile Los Victorinos și Bella Calamidades. În 2010 a avut un rol important în Sacrificio de Mujer,  apare si in telenovela  de la Telemundo, Alguien te Mira.
Ximena a aparut in filmul  [Corazón valiente] ca rol principal alaturi de Fabian Rios
Are un copil cu actorul Christian Carabias, pe care la cunoscut la Protagonistas de Novela 2 și cu care a avut ocazia de a juca în telenovela Valeria, însă cei doi sunt despărțiți.

## Filmografie

### Filme
| An   | Titlu            | Rol     | Note            |
| ---- | ---------------- | ------- | --------------- |
| 2014 | Primero de enero | Carmen  | Debutul în film |
| 2014 | Morir soñando    | Isabela |                 |

### Televiziune
| An      | Titlu                | Rol                                                 | Note         |
| ------- | -------------------- | --------------------------------------------------- | ------------ |
| 2005    | Soñar no cuesta nada | Jenny                                               | rol recursiv |
| 2007    | Pecados Ajenos       | María Aguilar                                       | rol recursiv |
| 2008    | Valeria              | Ana Lucía Hidalgo                                   | rol recursiv |
| 2008    | El rostro de Analía  | Camila Moncada                                      | rol recursiv |
| 2009    | Victorinos           | Diana Gallardo                                      | rol recursiv |
| 2010    | Bella calamidades    | Angelina                                            | rol recursiv |
| 2010    | Alguien te mira      | Camila Wood                                         | rol recursiv |
| 2011    | Sacrificio de mujer  | Maria Gracia Exposito                               | rol recursiv |
| 2011    | La casa de al lado   | Carola Conde                                        | Co-lead role |
| 2012    | Corazón valiente     | Samantha Sandoval Navarro / Samantha Valdez Navarro | Co-lead role |
| 2013-14 | Santa Diabla         | Inés Robledo                                        | Co-lead role |
| 2014    | Villa paraíso        | Cristina Vidal                                      | Lead role    |
| 2015    | Dueños del paraíso   | Érica San Miguel                                    | Co-lead role |

### Web
| An   | Titlu     | Rol  | Note         |
| ---- | --------- | ---- | ------------ |
| 2013 | Mía Mundo | Alex | rol recursiv |

## Premii și nominalizări
| An   | Premiu                    | Categorie                              | Nominalizare       | Rezultat     |
| ---- | ------------------------- | -------------------------------------- | ------------------ | ------------ |
| 2012 | Premios People en Español | Best Supporting Actress                | Corazón valiente   | Nominalizare |
| 2012 | Premios People en Español | Best Couple (with Fabián Ríos)         | Corazón valiente   | Nominalizare |
| 2012 | Premios Tu Mundo          | The Perfect Couple (with Fabián Ríos)  | Corazón valiente   | Câștigat     |
| 2012 | Premios Tu Mundo          | The Best Kiss (with Fabián Ríos)       | Corazón valiente   | Câștigat     |
| 2013 | Miami Life Awards         | Best Female Lead of telenovela         | Corazón valiente   | Nominalizare |
| 2013 | Premios Tu Mundo          | #MásSocial (with Fabián Ríos)          | Herself            | Nominalizare |
| 2014 | Premios Tu Mundo          | The Best Bad Girl                      | Santa Diabla       | Câștigat     |
| 2014 | Premios Tu Mundo          | Soy Sexy and I know it                 | Herself            | Câștigat     |
| 2015 | Premios Tu Mundo          | Best Supporting Actrees - Super series | Dueños del paraíso | Nominalizare |